# Seattle, Washington
Seattle (hrvatski izgovor: sijetl) lučki je grad na sjeverozapadu SAD-a, u državi Washington. Glavni je grad Okruga King. S procijenjenom populacijom od 744.955 u 2018, Seattle je najveći grad u državi Washington, kao i cijelog pacifičkog sjeverozapada zemlje. Prema američkom uredu za popis stanovništva, stanovništvo grada iznosi 3,94 milijuna i nalazi se na 15. mjestu po veličini u SAD-a.

## Povijest
Prvi indijanski narodi naselili su prostor Seattlea prije oko 4000 godina. U doba dolaska Europljana u 19. stoljeću na tom je prostoru živjelo indijansko pleme Duwamish. Grad Seattle je 1851. godine osnovao Luther Collins. Prema drugim izvorima, grad je osnovala grupa istraživača i doseljenika nazvana Denny Party, koju je predvodio Arthur Denny. Grad je u početku nazvan Duwamps, a od 1853. se zove Seattle, prema poglavici Duwamish Indijanaca.
Seattle je brzo rastao zbog naglog razvitka industrije i rudarstva u okolici. U početku je bila najrazvijenija drvna industrija. Godine 1884. do grada je izgrađena željeznička pruga, čime je Seattle postao završna postaja Velike sjeverne željeznice i to mu je dalo prednost u razvoju pred ostalim gradovima u okolici. Godine 1889. grad je pogodio veliki požar u kojem je nastradalo poslovno središte. Nakon toga se smanjilo gospodarsko značenje grada, ali je on ipak brzo obnovljen. Mnogo doseljenika dolazi nakon što je u Klondikeu u Kanadi pronađeno zlato, te grad postaje baza naseljenika koji odlaze u Klondike i transportni centar za zlato. U godinama koje slijede Seattle postaje najveći grad na sjeverozapadu SAD-a.
Godine 1917. sagrađen je plovni kanal koji je jezero Washington povezao s Tihim oceanom, što pogoduje razvitku brodogradnje. Gospodarstvo je oslabilo tijekom Velike gospodarske krize. Nakon Drugog svjetskog rata temelj gospodarskog razvoja postaje avionska industrija (u gradu je osnovan Boeing, najveći svjetski proizvođač aviona). Poduzeće je osnovao Wiliam Boeing 1916., ali se jače razvija od 1930-ih godina, a posebno nakon Drugog svjetskog rata. Zbog Boeinga u grad dolazi mnogo obrazovane radne snage te se s vremenom razvijaju i ostala poduzeća visoke tehnologije, tako da Seattle postaje centar moderne industrije i visokoobrazovanih radnika. Zadnjih desetljeća 20. stoljeća jače se razvija informatička industrija (posebno nakon što je 1979. sjedište Microsofta preseljeno u Seattle).
Godine 1999. u gradu je održan summit Svjetske trgovinske organizacije koji je potaknuo masovne prosvjede protiv gospodarske nejednakosti u svijetu.

## Zemljopis
Seattle se nalazi na sjeverozapadu SAD-a, na obali tihooceanskog zaljeva Puget Sound. Zaljev je prepun otoka i težak za plovidbu. Od zaljeva do Tihog oceana vodi morski prolaz Juan de Fuca, između kanadskog otoka Vancouver Island i kopna kojim prolazi granica SAD-a i Kanade. Između jezera i mora postoji plovni kanal.
Grad je smješten na uskoj prevlaci kopna između Puget Sounda i jezera Washington i okružen je planinama. U zaleđu grada na istoku je Kaskadsko gorje, a nasuprot zaljeva je planina Olympic Mountains. Sam reljef grada je brdovit (smatra se da je grad sagrađen na 7 brežuljaka), a tlo je vrlo nestabilno, tako da je velika opasnost od potresa. Dana 28. veljače 2001. ga je pogodio potres magnitude 6,8 prema Richteru.
Područje ima oceansku klimu; prosječna se zimska temperatura kreće od 2 do 4°C, a ljetna od 22 do 24°C. Godišnji prosjek oblačnih dana je 226, zbog čega je grad i dobio nadimak kišoviti grad. Mnogo kiše nastaje zbog položaja grada na obali Tihog oceana, ispod planina na kojima se kondenzira vodena para koja dolazi s oceana.

## Gospodarstvo
Seattle je centar moderne tehnologije i visokoobrazovane radne snage. Od utemeljenja grada je bio industrijski centar. Moderna industrija se jače razvija zbog Boeinga koji je postao najveći svjetski proizvođač aviona, a utemeljen je u Seattleu. Boeing je svoje sjedište 2001. preselio u Chicago, ali to nije bitno oslabilo gospodarsku snagu grada jer su tvornice ostale u njemu.
Zbog visokoobrazovane radne snage razvijaju se i ostale vrste visoke tehnologije, posebno informatička industrija. U gradu sjedište imaju najvažniji svjetski informatički i internetski brandovi (Microsoft, Amazon.com) te druga uspješna poduzeća, kao što su Starbucks i sl. Posljedica toga je visok standard i relativno visoke cijene nekretnina. Seattle je jedan od gradova s najvećim postotkom visokoobrazovanih osoba u SAD-u.

## Znamenitosti
Seattle ima mnogo modernih poslovnih zgrada. Najpoznatiji je toranj s promatračnicom Space Needle. Najviši je poslovni toranj Columbia Center sa 76 katova, visok 286 m. Washington Mutual Tower je visok 235 m. Smith Tower je prvi neboder u gradu (sagrađen 1914).
Grad je značajan umjetnički centar s poznatom operom i simfonijskim orkestrom. Također je poznat kao rodno mjesto grunge glazbe i sastava kao što su Nirvana, Pearl Jam, Alice in Chains i Soundgarden.

## Vanjske poveznice
- Službena stranica (engl.)
- Stranica Turističke zajednice (engl.)